# Unaccustomed As We Are
Unaccustomed As We Are (br.: O Destruidor de Lares) é um filme estadunidense de curta metragem de 1929, produzido pelos Hal Roach Studios e dirigido por Lewis R. Foster e Hal Roach. É um dos filmes de Stan Laurel e Oliver Hardy, notável por ser o primeiro sonoro da dupla e o título original em inglês faz referência a isso (Significa algo como "Não é costume como nós estamos", retirado da expressão popular "Unaccustomed as we are to public speaking ..." ou "Não é costume falarmos em público..."'). No elenco aparece Mae Busch (a primeira de muitas aparições como a "Senhora Hardy"), Edgar Kennedy (também a primeira de muitas aparições como o "Policial Kennedy"), além de Thelma Todd. O roteiro depois foi expandido para o filme de longa metragem Block-Heads de 1938.

## Enredo
Oliver leva seu amigo Stan para jantar em seu apartamento e, no caminho, ambos se encontram com a gentil vizinha de Oliver, Senhora Kennedy. Quando Oliver entra em seu lar e fala à esposa sobre Stan, ela fica furiosa e reclama de estar cansada de cozinhar para ele e os vagabundos que traz como companhia. Em seguida ela deixa Oliver, dizendo que vai para a casa da mãe. Oliver decide então ele mesmo preparar o jantar mas Stan deixa o gás aberto e começa um fogaréu no forno. Ouvindo a confusão, a Senhora Kennedy chega e se oferece para cozinhar, mas seu vestido se incendeia com as chamas do forno e ela fica somente com a roupa de baixo. Ao tentar voltar para o apartamento dela enrolada num lençol, se assusta ao ver que o marido, o policial Kennedy, havia chegado. Oliver diz que vai contar a verdade ao homem mas nesse momento vê sua mulher retornando e volta correndo para o apartamento. Ele esconde a Senhora Kennedy num baú e quando a mulher lhe diz estar arrependida, Oliver diz que não adianta e que, aconselhado por Stan, decidira ir embora e  viajar até a América do Sul. E tenta sair carregando o baú. A mulher fica furiosa com os dois e começa uma quebradeira no apartamento, atraindo a atenção do policial Kennedy. Ele percebe que uma mulher está no baú então diz a Oliver e Stan para levarem-no para o seu apartamento, alegando confidencialmente "que os homens casados devem se manter unidos". Depois que Stan e Oliver deixam o baú, a Senhora Kennedy sai dali e começa a espancar o marido, pois ouvira o que ele dissera. Pouco depois, Stan e Oliver estão à mesa comendo quando o policial entra no apartamento, todo machucado. Ele chama Oliver para o corredor e pouco depois, o gordo volta com o nariz machucado. Em seguida, o chamado é Stan. Porém,antes que ele o espanque, a Senhora Kennedy vem por trás e acerta o policial com uma panelada na cabeça. O homem desmaia e Oliver, ao vê-lo, pensa que foi Stan que o nocauteou. Stan sai todo empertigado, usufruindo da admiração do amigo, mas quando chega à escadaria tropeça e desaba, ouvindo-se apenas o barulho de sua queda.